# NGC 3088
NGC 3088 је лентикуларна галаксија у сазвежђу Лав која се налази на NGC листи објеката дубоког неба.
Деклинација објекта је + 22° 24' 22" а ректасцензија 10h 1m 8,3s. Привидна величина (магнитуда) објекта NGC 3088 износи 13,7 а фотографска магнитуда 14,7. NGC 3088 је још познат и под ознакама NGC 3088A, UGC 5384, MCG 4-24-10, IRAS 09583+2238, CGCG 123-13, NPM1G +22.0266, PGC 28997.